# Atlético Club Mineros de Guayana
Atlético Club Mineros de Guayana is een Venezolaanse voetbalclub uit Ciudad Guayana. De club werd in 1981 opgericht. Voormalig Argentijns international Mario Kempes was coach van de club tussen februari 1997 en februari 1998.

## Erelijst
- Landskampioen

1989
- Copa de Venezuela

1985, 2011, 2017

## Bekende (oud-)spelers
- Juan Enrique García